# Afrocyclops gibsoni
Afrocyclops gibsoni – gatunek widłonoga z rodziny Cyclopidae. Jako pierwszy opisał go w 1904 roku brytyjski zoolog George Stewardson Brady, nadając mu nazwę Cyclops gibsoni.

## Podgatunki
Wyróżnia się następujące podgatunki:
- Afrocyclops gibsoni gibsoni (Brady, 1904)
- Afrocyclops gibsoni abbreviatus Kiefer, 1933
- Afrocyclops gibsoni ondoensis (Kiefer, 1952)